# Lady Alice (Schiff, 1874)
Die Lady Alice war ein zerlegbares Segel- und Ruderboot, das im Auftrag von Henry Morton Stanley für seine Afrikadurchquerung von 1874 bis 1877 gebaut wurde.

## Geschichte

### Bau und Konstruktion
Da Stanley afrikanische Wasserfahrzeuge auf längeren Reisen für ungeeignet hielt, suchte er nach einem transportablen Boot für die Binnengewässer Ost- und Zentralafrikas. Das Boot sollte sich ebenso gut rudern wie segeln lassen und für den Landtransport zerlegbar sein. Der englische Bootsbauer James Arthur Messenger in Teddingten bei London baute die Lady Alice zwischen April und Juli 1874 gemäß Stanleys Entwurf nach Vermittlung des Herausgebers des Daily Telegraph, Edwin Arnold. Eine Besonderheit des Bootes waren seine fünf zerlegbaren Segmente, die binnen 30 Minuten zusammenzusetzen waren. Jedes Segment war circa 2,44 Meter (8 Fuß) lang und wog etwa 60 Kilogramm. Die Segmente konnte von mehreren Personen an Stangen getragen werden. Später erfolgte ein Umbau, damit jedes Segment nochmals längs geteilt werden konnte, um seine Breite den afrikanischen Pfaden anzupassen. Um Gewicht zu sparen, bestanden die Planken aus spanischem Zedernholz mit einer Stärke von etwa einem Zentimeter (3/8 Zoll). Samt Masten, Rudern, Segeln und Tauwerk sowie sonstigem Zubehör wog das Boot ungefähr eine halbe Tonne. Zum Transport zu Fuß über Land wurden etwa 32 bis 40 Personen benötigt. Das Boot besaß zwei Masten mit je einem Luggersegel. Am Heck konnte ein Sonnensegel errichtet werden, dessen Seiten sich zu einem kleinen Zelt schließen ließen. Probefahrten auf der Themse zeigten eine hohe Manövrierfähigkeit. Zum Rudern reichte notfalls eine einzelne Person. Zur Erhöhung der Schwimmfähigkeit wurden wasserdichte Blechbehälter an Bord verschraubt.
Stanley benannte das Schiff nach seiner damaligen Verlobten Alice Pike.

### Einsatz
Am 17. November 1874 begann Stanley in Bagamojo seine Expedition auf dem afrikanischen Festland zur Erforschung des zentralafrikanischen Seengebietes und des Lualaba. Sein Boot wurde weite Strecken zerlegt per Träger über Land transportiert und zunächst nur für Flussüberquerungen zusammengesetzt (erstmals am Kingani). Die Lady Alice befuhr sowohl die Uferlinien des Victoria- als auch des Tanganjikasees, die in Europa zuvor teilweise unbekannt waren. Auf dem Victoriasee legte das Boot zwischen März und August 1875 insgesamt circa 3.200 Kilometer zurück sowie im Juni und Juli 1876 auf dem Tanganjikasee circa 1.300 Kilometer. Im späteren Verlauf der Expedition wurden Teile des Mittel- und Unterlaufes des Kongo befahren, der als mit dem Lualaba zusammenhängendes Flusssystem erkannt wurde.
Da die Bootsteile breiter waren als die anderen Lasten der Expedition, war ihr Transport für die afrikanischen Träger besonders beschwerlich. Dies zeigte sich besonders in den Urwäldern am Kongo, in denen der Marschweg mit Äxten und Macheten zusätzlich verbreitert wurde.

### Verbleib
Nach einer Reise von über 11.000 Kilometern zu Lande und zu Wasser war die Lady Alice in so schlechtem Zustand, dass Stanley sie aufgab. Am 31. Juli 1877 wurde sie auf einen Hügel oberhalb der Katarakte am Unterlauf des Kongos geschleppt, mit Steinen bedeckt und zurückgelassen.

## Sonstiges
Die Lady Alice ist nicht zu verwechseln mit dem Nachfolge-Boot Advance, das Stanley auf der Emin-Pascha-Expedition von 1887/88 mitführte (8,5 × 1,8 × 0,76 m). Auch die Advance war zerlegbar, statt aus fünf bestand sie aber aus 12 Sektionen, die jeweils circa 34 Kilogramm wogen. Sie war nicht aus Holz, sondern aus galvanisiertem Siemens-Stahl gefertigt.
Die Lady Alice ist auf einer ugandischen Briefmarke zu Ehren von Henry Morton Stanley abgebildet. Lady Alice ist auch der Name eines Brettspieles von Ludovic Gaillard, in dem Stanleys Boot Gegenstand einer Sherlock-Holmes-Geschichte ist.

## Galerie

Person der Lady Alice
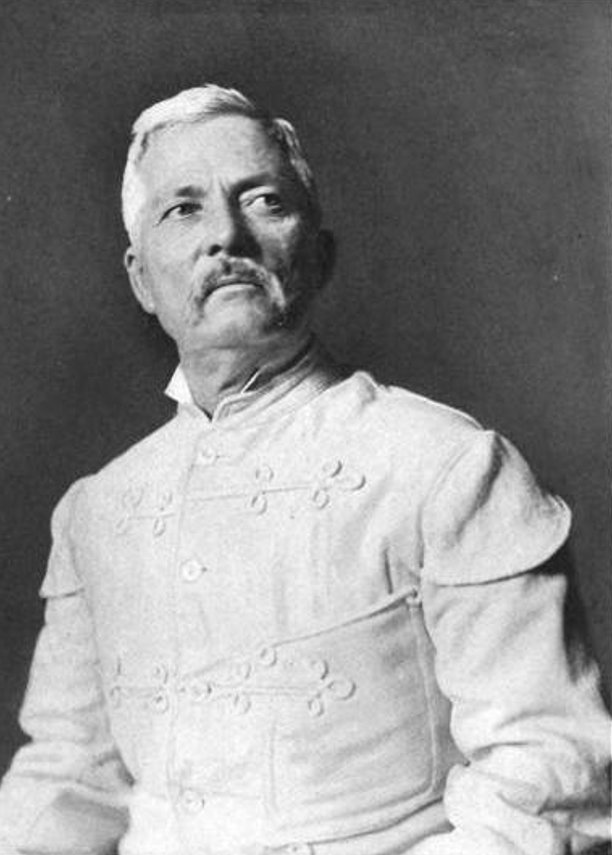
Der Eigner: Henry Morton Stanley (1841–1904)
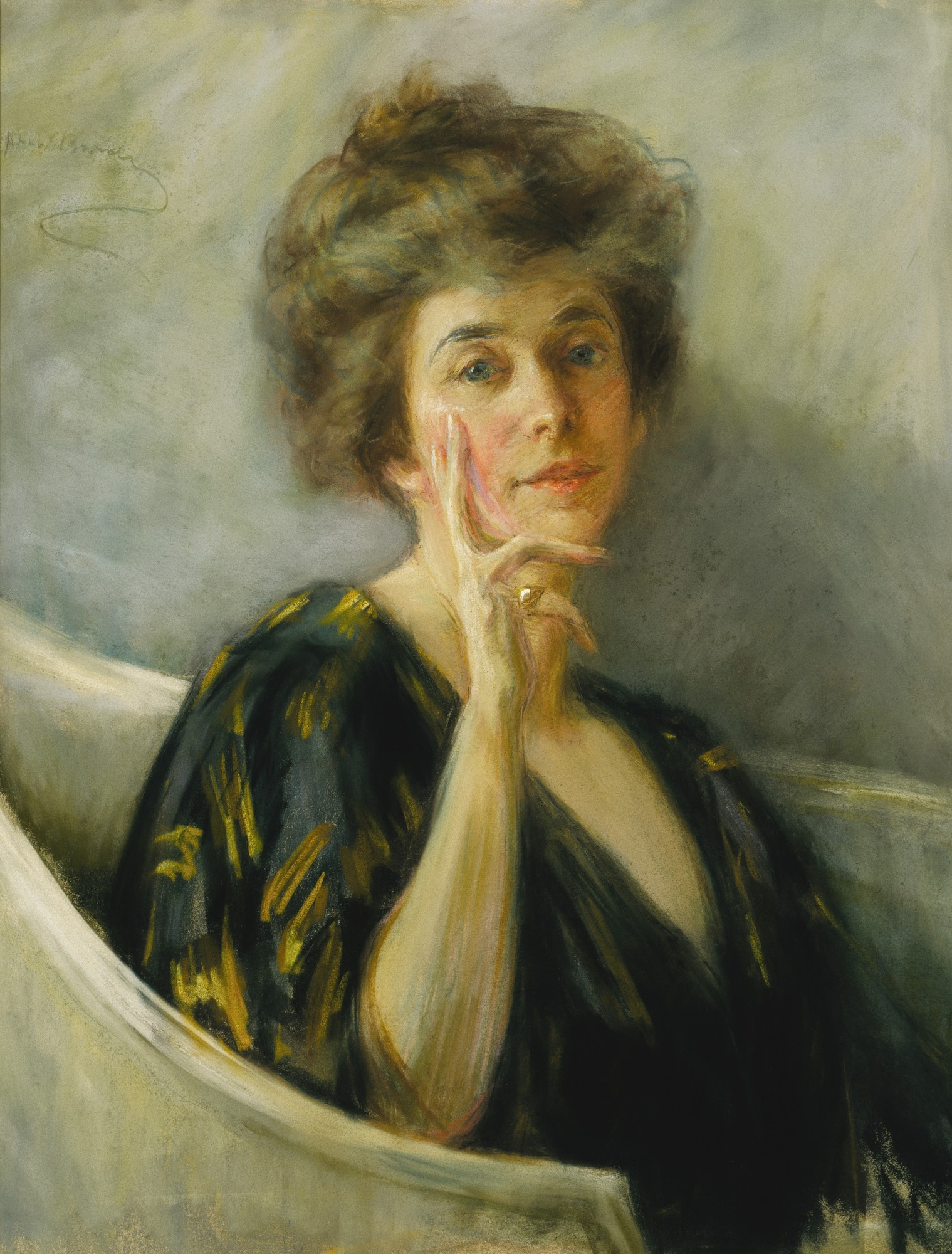
Die Namensgeberin: Alice Pike Barney (1857–1931)
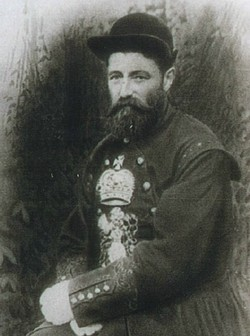
Der Erbauer: James Arthur Messenger (1826–1901)